# Spechbach-le-Bas
Spechbach-le-Bas foi uma antiga comuna francesa na região administrativa de Grande Leste, no departamento Alto Reno. Estendia-se por uma área de 4,13 km². Em 2010 a comuna tinha 728 habitantes (densidade: 176,3 hab./km²).
Em 1 de janeiro de 2016, foi incorporada à nova comuna de Spechbach.